# 신이시여!
신이시여!(말라가시어: Andriamanitra ô!)는 메리나 왕국의 국가(國歌)로, 작곡 및 작사자와 채택 년도는 알려지지 않고 있다. 이 국가는 라나발로나 3세 여왕을 찬양하는 목적으로 만들어졌을 것으로 추정된다. 그러나 1897년 라나발로나 3세가 퇴위를 당하여 프랑스의 식민지가 되었고, 그 후로는 프랑스의 국가인 마르세유 행진곡을 국가로 쓰다가 독립 후 오, 우리의 사랑하는 조국이여를 사용하고 있다.

## 가사
1절
Andriamanitra ô!
Tahionao ny Mpanjakanay,
Dia Ranavalona:
Ho ela velona
Hifaly aminao.
2절
Mahery Hianao
Dia aoka ho aminy anie
Ny hasoavanao,
Hampandroso any
Ny hamarinana.
3절
Ampitoero nao
Ny fanjakan’ny taniny
Izay natolotrao
Ho tsara entiny
Izay vahoakany.

## 해석
1절
신이시여!
우리의 라나발로나 여왕을 축복하소서!
그녀를 오래 살게 해 주시고
당신 안에서 행복하도록!
2절
당신은 전능(全能)합니다.
그대의 영광이 여왕에게 있기를
그리고 정의(正義)가 바로세워지기를!
3절
이 왕국은 이전에 그대가
여왕에게 주었으리라.
그리고 그녀의 신민인
우리가 잘 다스려지기를.